# Acid Violet 9
C.I. Acid Violet 9 ist ein Säurefarbstoff aus der Gruppe der Xanthen- und Triphenylmethanfarbstoffe. Es handelt sich um eine lichtempfindliche, säurelabile chemische Verbindung, die sich in Wasser mit violetter Farbe löst.

## Herstellung
Die Synthese von Acid Violet 9 (5) erfolgt durch Umsetzung von Phthalsäureanhydrid (1) mit Resorcin (2) in Gegenwart von Phosphoroxychlorid  zum Dichlorfluoranlacton (3). Die Reaktion dieser Zwischenstufe mit o-Toluidin (4) bei 220 °C in Gegenwart von wasserfreiem Zinkchlorid und anschließender Sulfonierung mit Schwefelsäure (Monohydrat) bei 20 °C liefert das Endprodukt:

## Verwendung
Acid Violet 9 wurde als Stempelfarbe für Lebensmittel und Lebensmittelverpackungen sowie zum Färben und Bemalen von Eierschalen verwendet. Seit der Umsetzung der EU-Richtlinie 94/36/EG durch die Zusatzstoff-Zulassungsverordnung (ZZulV) ist Acid Violet 9 für diese Verwendung auch in Deutschland nicht mehr zugelassen.